# 島根県道43号隠岐空港線
島根県道43号隠岐空港線（しまねけんどう43ごう おきくうこうせん）は、島根県隠岐郡隠岐の島町を通る県道（主要地方道）である。

## 概要
隠岐郡隠岐の島町岬町から隠岐郡隠岐の島町下西に至る。

### 路線データ
- 起点：島根県隠岐郡隠岐の島町岬町（隠岐空港）
- 終点：島根県隠岐郡隠岐の島町下西（国道485号交点、島根県道44号西郷都万郡線起点）

## 歴史
- 1993年（平成5年）5月11日 - 建設省から、県道隠岐空港線が隠岐空港線として主要地方道に指定される[1]。

## 路線状況

### 重複区間
- 島根県道44号西郷都万郡線（隠岐郡隠岐の島町西田 - 隠岐郡隠岐の島町下西）

### 道路施設

#### トンネル
- 隠岐空港トンネル：延長330 m、	2003年（平成15年）竣工、隠岐郡隠岐の島町

## 地理

### 通過する自治体
- 隠岐郡隠岐の島町

### 交差する道路
| 交差する道路                                    | 交差する場所 | 交差する場所 |
| ----------------------------------------------- | ------------ | ------------ |
| 島根県道44号西郷都万郡線 重複区間起点           | 西田         |              |
| 国道485号 島根県道44号西郷都万郡線 重複区間終点 | 下西         | 終点         |

### 沿線
- 隠岐空港